# Ozdín
Ozdín (německy Ossden, maďarsky Ozdin) je obec na Slovensku v okrese Poltár. Leží na jihozápadním úpatí Slovenského rudohoří. Žije zde 274 obyvatel.
První písemná zmínka o obci pochází z roku 1279. V obci se nachází jednolodní klasicistní evangelický kostel s představěnou věží z roku 1813. U obce se nacházejí zříceniny hradu Ozdín.

## Hrad a hradiště
Nad obcí se nacházelo vyvýšené sídlo již v mladší době bronzové. Velmi důležitým pro toto období byla výroba bronzových předmětů, která souvisela s rozvojem těžby mědi a cínu. Na území se v tomto období nacházelo hradiště s rozvinutou kyjatickou kulturou.
Další etapou vývoje území bylo postavení hradu Ozdín nedaleko starého hradiště. První zmínka o něm byla v dopise z roku 1275. Starší jádro hradu tvořila hranolová věž obehnaná zemním valem. Vrchol hory kolem věže postupně opevnili trojitým valem. Uvnitř opevnění stál hranolový palác s cisternou na nádvoří a dvě obranné válcové věže. Dnes se na jeho místě nacházejí jen těžko rozeznatelné ruiny.